# Walter Morel
Walter Morel Lemos (Montevideo, Uruguay, 30 de junio de 1927) es un exfutbolista de Uruguay que jugaba en la posición de delantero centro.

## Carrera

### Club
| Periodo   | Club                    |
| --------- | ----------------------- |
| 1946      | Club Nacional B         |
| 1947-1948 | Nacional de Montevideo  |
| 1949-1952 | River Plate Uruguay     |
| 1953-1956 | Nacional de Montevideo  |
| 1957      | Liverpool de Montevideo |
| 1958-1959 | Sport Recife            |

### Selección nacional
Debutó con Uruguay el 25 de febrero de 1953 en la victoria por 2-0 sobre Bolivia en Lima, Perú por la Copa América 1953 y su primer gol internacional lo una semana después en la derrota por 2-3 ante Chile. Su último partido internacional lo jugó el 30 de marzo de 1955 en la derrota por 1-2 ante Perú en Santiago de Chile por la Copa América 1955, partido donde anotó el único gol de Uruguay.

## Logros
- Primera División de Uruguay (3): 1947, 1955, 1956
- Torneo de Honor (1): 1948
- Torneo Cuadrangular (2): 1954, 1956
- Torneio Início de Pernambuco (2): 1958, 1959